# ستيوارت جون وود
ستيوارت جون وود (بالإنجليزية: Stuart John Wood)‏ هو عازف قيثارة ومنتج أسطوانات وكاتب أغاني بريطاني، ولد في 25 فبراير 1957 في إدنبرة في المملكة المتحدة.

## وصلات خارجية
- ستيوارت جون وود على موقع IMDb (الإنجليزية)
- ستيوارت جون وود على موقع ميوزك برينز (الإنجليزية)
- ستيوارت جون وود على موقع ديسكوغز (الإنجليزية)